# Nothochrysa fulviceps
Nothochrysa fulviceps is een insect uit de familie van de gaasvliegen (Chrysopidae), die tot de orde netvleugeligen (Neuroptera) behoort.

## Beschrijving
Nothochrysa fulviceps werd voor het eerst wetenschappelijk beschreven door Stephens in 1836. De soort behoort tot de onderfamilie der Nothochrysinae. Deze werd oorspronkelijk ingedeeld als een van de drie onderfamilies van de gaasvliegen. In tegenstelling tot leden van de andere twee onderfamilies heeft deze soort geen gehoororgaan aan de basis van de voorvleugel. Ook is de voorvleugel aan de basis naar achteren licht gebogen. Met een klein vleugelhaakje aan de achtervleugel zijn voor en achtervleugel met elkaar verbonden. De vleugels zijn fragiel van bouw, transparant en rijkdooraderd. De rode kop heeft twee vooruitkijkende facetogen met een metaalgouden glans. De vleugels zijn tussen de 19 en 25 millimeter lang. Het achterlijf bestaat uit negen segmenten.

## Biotoop
Deze grote gaasvlieg is ondanks zijn formaat slechts sporadisch waar te nemen door zijn verholen levenswijze in bossen en bosranden op een hoogde van meerdere meters. De soort wordt verspreid door heel Europa aangetroffen van Noord-Europa tot het Middellandse Zeegebied. De hoogtegrens ligt op 500 meter, hoger wordt de soort niet aangetroffen. Het dier heeft een voorkeur voor bossen met eik.

## Leefwijze
De larven hebben drie paar gelede poten en jagen op andere dieren, met name bladluizen, die ze uitzuigen. De larve bedekt zich met lege huidjes en plantendelen als camouflage. De kop is naar voren gestrekt en draagt lange spitse kaken. De antennen zijn veervormig en langer dan de kaken. De larve heeft zes puntogen. De verpopping geschiedt in een cocon. Het volwassen dier kan niet bijzonder goed vliegen en is actief in de schemering wanneer het zich voedt met pollen en honingdauw. De soort overwintert in boomholtes in een pre-popstadium.